# Solfato di sodio
Il solfato di sodio è il sale di sodio dell'acido solforico, avente formula minima Na2SO4, presente in natura come minerale (thénardite) in forma cristallina romboedrica. È reperibile in varie forme: anidro, eptaidrato e decaidrato. Viene ottenuto in genere come sottoprodotto di processi chimici utilizzanti acido solforico o come spurgo degli impianti di produzione del cloruro di sodio con processo sotto vuoto; in tal caso cristallizza in forma monoclina.
Il solfato di sodio tende a formare incrostazioni insolubili difficili da rimuovere, specialmente sulle superfici in silicone; queste vengono facilmente attaccate dall'acido solforico formando idrogenosolfato di sodio, che ha una maggiore solubilità in acqua.
{\displaystyle {\ce {Na2SO4 + H2SO4 -> 2 NaHSO4}}}
Per via della sua scarsa reattività, nei laboratori di chimica amatoriali pezzetti grossolani di solfato di sodio di dimensioni tra 2 e 4 millimetri, trovano uso come sfere di ebollizione in alternativa alle più comuni sferette di vetro o pezzi di porcellana.

## Storia
Il solfato di sodio decaidrato ha preso il nome di sale di Glauber dal chimico e farmacista olandese/tedesco Johann Rudolf Glauber (1604-1670), che lo scoprì nel 1625 nell'acqua sorgiva austriaca. Lo chiamò sal mirabilis (sale miracoloso), a causa delle sue proprietà medicinali: i cristalli furono usati come lassativi, fino a quando nel 1900 non nacquero alternative più sofisticate.
Nel XVII secolo, il sale di Glauber iniziò ad essere usato come materia prima per la produzione industriale di carbonato di sodio, per reazione con carbonato di potassio. La domanda di carbonato di sodio aumentò e l'offerta di solfato di sodio dovette crescere di conseguenza. Pertanto, nel diciannovesimo secolo, il processo Leblanc su larga scala, producendo solfato di sodio sintetico come intermedio chiave, divenne il principale metodo di produzione di carbonato di sodio.

## Proprietà fisiche
Il solfato di sodio ha insolite caratteristiche di solubilità in acqua. Essa infatti aumenta di oltre dieci volte tra 0 °C e 32,384 °C, dove raggiunge un massimo di 49,7 g/100 mL. A questo punto la curva di solubilità cambia pendenza e la solubilità diventa quasi indipendente dalla temperatura. Questa temperatura di 32.384 °C, corrispondente al rilascio di acqua cristallina e allo scioglimento del sale idratato, funge da riferimento preciso della temperatura per la calibrazione del termometro.

## Proprietà chimiche
Il solfato di sodio è un solfato ionico tipico legato elettrostaticamente. L'esistenza di ioni solfato libero in soluzione è indicata dalla facile formazione di solfati insolubili quando queste soluzioni sono trattate con Ba2+ o Pb2+:
{\displaystyle {\ce {Na2SO4 + BaCl2 -> 2 NaCl + BaSO4}}}
Il solfato di sodio non è reattivo nei confronti della maggior parte degli agenti ossidanti o riducenti. Alle alte temperature, può essere convertito in solfuro di sodio mediante riduzione carbotermica (riscaldamento ad alta temperatura con carbone):
{\displaystyle {\ce {Na2SO4 + 2 C -> Na2S + 2 CO2}}}
Questa reazione è stata impiegata nel processo Leblanc.
Il solfato di sodio reagisce con l'acido solforico per dare bisolfato di sodio:
{\displaystyle {\ce {Na2SO4 + H2SO4 -> 2 NaHSO4}}}
Il solfato di sodio mostra una moderata tendenza a formare doppi sali. Gli unici allumi formati con metalli trivalenti comuni sono NaAl(SO4)2 (instabile sopra 39 °C) e NaCr(SO4)2, in contrasto con solfato di potassio e solfato di ammonio che formano molti allumi stabili. Sono noti doppi sali con alcuni altri solfati di metalli alcalini, tra cui Na2SO4 3K2SO4 che si presenta naturalmente come aftalite. La formazione di glaserite per reazione di solfato di sodio con cloruro di potassio è stata utilizzata come base di un metodo per produrre solfato di potassio, un fertilizzante. Altri sali doppi includono 3Na2SO4 · CaSO4, 3Na2SO4 · MgSO4 (vanthoffite) e NaF · Na2SO4.

## Struttura
I cristalli di decaidrato sono costituiti da [Na(OH2)6]+ ioni con geometria molecolare ottaedrica. Questi ottaedri condividono i bordi in modo tale che otto delle 10 molecole d'acqua sono legate al sodio e altre due sono interstiziali, essendo legate al solfato tramite legami idrogeno. Questi cationi sono collegati agli anioni solfato tramite legami idrogeno. Le distanze Na-O sono circa 240 pm. Il solfato di sodio cristallino decaidrato è anche insolito tra i sali idrati nell'avere un'entropia residua misurabile (entropia a zero assoluto) di 6,32 J·K−1·mol−1. Ciò è dovuto alla sua capacità di distribuire l'acqua molto più rapidamente rispetto alla maggior parte degli idrati.

## Produzione
La produzione mondiale di solfato di sodio, quasi esclusivamente sotto forma di decaidrato, ammonta a circa 5,5-6 milioni di tonnellate all'anno. Nel 1985 la produzione era di 4,5 Mt/anno ,metà da fonti naturali e metà da produzione chimica. Dopo il 2000, a un livello stabile fino al 2006, la produzione naturale era aumentata a 4 Mt/anno e la produzione chimica è scesa da 1,5 a 2 Mt/anno, per un totale di 5,5 a 6 Mt/anno. Per tutte le applicazioni, il solfato di sodio naturale o prodotto chimicamente è praticamente intercambiabile.

## Fonti naturali
Due terzi della produzione mondiale del decaidrato (sale di Glauber) provengono dalla forma minerale naturale mirabilite, ad esempio come si trova nei letti dei laghi nel sud del Saskatchewan. Nel 1990, Messico e Spagna erano i principali produttori mondiali di solfato di sodio naturale (ciascuno di circa 500 000 tonnellate), con Russia, Stati Uniti e Canada di circa 350 000 tonnellate ciascuno. Le risorse naturali sono stimate a oltre 1 miliardo di tonnellate.
Tra i principali produttori da 200 000 a 1 500 000 tonnellate/anno nel 2006 sono stati inclusi Searles Valley Minerals (California, USA), Airborne Industrial Minerals (Saskatchewan, Canada), Química del Rey (Coahuila, Messico), Minera de Santa Marta e Criaderos Minerales Y Derivados, noto come Grupo Crimidesa (Burgos, Spagna), Minera de Santa Marta (Toledo, Spagna), Sulquisa (Madrid, Spagna), Chengdu Sanlian Tianquan Chemical (Contea di Tianquan, Sichuan, Cina), Hongze Yinzhu Chemical Group (Distretto di Hongze, Jiangsu, Cina), Nafine Chemical Industry Group [zh] (Shanxi, Cina), Provincia del Sichuan Chuanmei Mirabilite (万胜 镇 [zh], Distretto di Dongpo, Meishan, Sichuan, Cina) e Kuchuksulphat JSC (Altai Krai, Siberia, Russia).
Il solfato di sodio anidro si presenta in ambienti aridi come la thénardite minerale. Si trasforma lentamente in mirabilite in aria umida. Il solfato di sodio si trova anche come glauberite, un minerale di solfato di sodio e calcio.

## Industria chimica
Circa un terzo del solfato di sodio nel mondo è prodotto come sottoprodotto di altri processi nell'industria chimica. La maggior parte di questa produzione è chimicamente inerente al processo primario e solo marginalmente economica. Dallo sforzo dell'industria, quindi, la produzione di solfato di sodio come sottoprodotto sta diminuendo.
La più importante produzione chimica di solfato di sodio è durante la produzione di acido cloridrico, da cloruro di sodio (sale) e acido solforico, nel processo Mannheim:
{\displaystyle {\ce {2 NaCl + H2SO4 -> 2 HCl + Na2SO4}}}
Si può ottenere anche dal biossido di zolfo nel processo Hargreaves. Il solfato di sodio risultante da questi processi è noto come torta salata.
{\displaystyle {\ce {4 NaCl + 2 SO2 + O2 + 2 H2O -> 4 HCl + 2 Na2SO4}}}
La seconda maggiore produzione di solfato di sodio sono i processi in cui l'eccesso di idrossido di sodio viene neutralizzato dall'acido solforico, applicato su larga scala nella produzione di rayon. Questo metodo è anche una preparazione di laboratorio regolarmente applicata e conveniente.
{\displaystyle {\ce {2 NaOH (aq) + H2SO4 (aq) -> Na2SO4 (aq) + 2 H2O (l)}}}
Con un ΔH pari a -112,5 kJ. La reazione è quindi altamente esotermica.
In laboratorio può anche essere sintetizzato dalla reazione tra bicarbonato di sodio e solfato di magnesio.
{\displaystyle {\ce {2NaHCO3 + MgSO4 -> Na2SO4 + Mg(OH)2 + 2CO2}}}
Tuttavia, poiché le fonti commerciali sono prontamente disponibili, la sintesi di laboratorio non viene praticata spesso. In precedenza, il solfato di sodio era anche un sottoprodotto della produzione di bicromato di sodio, in cui l'acido solforico veniva aggiunto alla soluzione di sodio cromato formando dicromato di sodio o successivamente acido cromico. In alternativa, il solfato di sodio è o è stato formato nella produzione di carbonato di litio, agenti chelanti, resorcinolo, acido ascorbico, pigmenti di silice, acido nitrico e fenolo.
Il solfato di sodio alla rinfusa viene solitamente purificato attraverso la forma decaidrata, poiché la forma anidra tende ad attrarre composti di ferro e composti organici. La forma anidra è facilmente prodotta dalla forma idratata da un leggero riscaldamento.
I principali produttori di sottoprodotti di solfato di sodio di 50–80 Mt/anno nel 2006 includono Elementis Chromium (industria del cromo, Castle Hayne, NC, USA), Lenzing AG (200 Mt/anno, industria del rayon, Lenzing, Austria), Addiseo (precedentemente Rhodia, industria della metionina, Les Roches-Roussillon, Francia), Elementis (industria del cromo, Stockton-on-Tees, Regno Unito), Shikoku Chemicals (Tokushima, Giappone) e Visko-R (industria del rayon, Russia).

## Applicazioni

### Industrie delle materie prime
Il solfato di sodio è un materiale molto economico. L'uso più rilevante è come componente di detersivi per bucato a casa, consumando circa il 50% della produzione mondiale. Questo uso sta tuttavia calando mentre i consumatori domestici passano sempre più a detergenti compatti o liquidi che non includono solfato di sodio.
Un altro uso precedentemente importante per il solfato di sodio, in particolare negli Stati Uniti e in Canada, è il processo Kraft per la produzione di pasta di legno. Gli organici presenti nel liquore nero, sottoprodotto di questo processo, vengono bruciati per produrre calore, necessario per guidare la riduzione del solfato di sodio in solfuro di sodio. Tuttavia, a causa dei progressi nell'efficienza termica del processo di recupero di Kraft nei primi anni '60, è stato raggiunto un recupero più efficiente dello zolfo e la necessità di un trattamento con solfato di sodio è stata drasticamente ridotta. Quindi, l'uso del solfato di sodio nell'industria della pasta di legno americana e canadese è diminuito da 1.400.000 tonnellate all'anno nel 1970 a solo 150.000 tonnellate nel 2006.
L'industria del vetro fornisce un'altra applicazione significativa per il solfato di sodio, come seconda applicazione in Europa. Il solfato di sodio viene utilizzato come agente chiarificante, per aiutare a rimuovere le piccole bolle d'aria dal vetro fuso. Flussa il vetro e impedisce la formazione di schiuma del vetro durante la raffinazione. L'industria del vetro in Europa ha consumato dal 1970 al 2006 stabilmente 110.000 tonnellate all'anno.
Il solfato di sodio è importante nella produzione di tessuti, in particolare in Giappone, dove è la più grande applicazione. Il solfato di sodio aiuta a "livellare", riducendo le cariche negative sulle fibre in modo che i coloranti possano penetrare uniformemente. A differenza del cloruro di sodio alternativo, non corrode i recipienti di acciaio inossidabile utilizzati nella tintura. Questa applicazione in Giappone e negli Stati Uniti ha consumato nel 2006 circa 100.000 tonnellate.

### Industria alimentare
Il solfato di sodio è usato come diluente per coloranti alimentari. È noto come additivo numero E E514.

### Accumulo termico
L'elevata capacità di accumulo di calore nel passaggio di fase da solido a liquido e la vantaggiosa temperatura di cambiamento di fase di 32 °C rende questo materiale particolarmente adatto per lo stoccaggio di calore solare di basso grado per il rilascio successivo in applicazioni di riscaldamento dell'ambiente. In alcune applicazioni il materiale è incorporato in piastrelle termiche che sono collocate in uno spazio sottotetto mentre in altre applicazioni il sale è incorporato in celle circondate da acqua riscaldata dal sole. Il cambiamento di fase consente una sostanziale riduzione della massa del materiale necessario per un efficace accumulo di calore (il calore di fusione del solfato di sodio decaidrato è 82 kJ/mol o 252 kJ/kg), con l'ulteriore vantaggio di una coerenza di temperatura purché sia disponibile materiale sufficiente nella fase appropriata.
Per applicazioni di raffreddamento, una miscela con comune sale di cloruro di sodio (NaCl) abbassa il punto di fusione a 18 °C. Il calore di fusione di NaCl·Na2SO4·10H2O, è in realtà leggermente aumentato a 286 kJ/kg.

### Applicazioni su piccola scala
In laboratorio, il solfato di sodio anidro è ampiamente usato come agente essiccante inerte, per rimuovere tracce di acqua da soluzioni organiche.  È più efficace, ma agisce più lentamente, rispetto al solfato di magnesio. È efficace solo al di sotto dei 30 °C circa, ma può essere utilizzato con una varietà di materiali poiché è chimicamente abbastanza inerte. Il solfato di sodio viene aggiunto alla soluzione fino a quando i cristalli non si raggruppano più;
Il sale di Glauber, la forma decaidrata, è usato come lassativo osmotico. È efficace per la rimozione di alcuni farmaci come il paracetamolo (acetaminofene) dal corpo, ad esempio, dopo un sovradosaggio.
Nel 1953, fu proposto il solfato di sodio per l'immagazzinamento del calore nei sistemi di riscaldamento solare passivo. Ciò sfrutta la sua elevata solubilità e l'alta entalpia di cristallizzazione (78,2 kJ/mol).
Altri usi del solfato di sodio comprendono antigelo per finestre, la produzione di amido, come additivo nei deodoranti per tappeti e per l'alimentazione del bestiame.
Almeno un'azienda, Thermaltake, produce un tappetino per il raffreddamento di un computer portatile (iXoft Notebook Cooler) usando il solfato di sodio decaidrato all'interno di un cuscinetto di plastica trapuntato. Il materiale si trasforma lentamente in liquido e ricircola, uniformando la temperatura del laptop e fungendo da isolante.
Impiegato largamente nell'industria dei detergenti come antiaddensante e come inerte a basso costo. Circa il 50% della produzione di solfato di sodio anidro è destinata all'industria dei detergenti.
Trova impiego nell'industria del vetro come agente di raffinazione ed antischiumante.
Usato nell'industria tessile come fissatore dei pigmenti e come correttore di densità.
Usato in passato nell'industria della carta come sbiancante; l'uso è oggi in calo a causa della modifica dei processi di produzione.

## Sicurezza
Sebbene il solfato di sodio sia generalmente considerato non tossico,  deve essere maneggiato con cura. La polvere può causare asma temporaneo o irritazione agli occhi; questo rischio può essere prevenuto usando una protezione per gli occhi e una maschera di carta. Tuttavia, il suo trasporto non è significativamente regolamentato e non si applicano frasi R o S.